# Vila Tiradentes

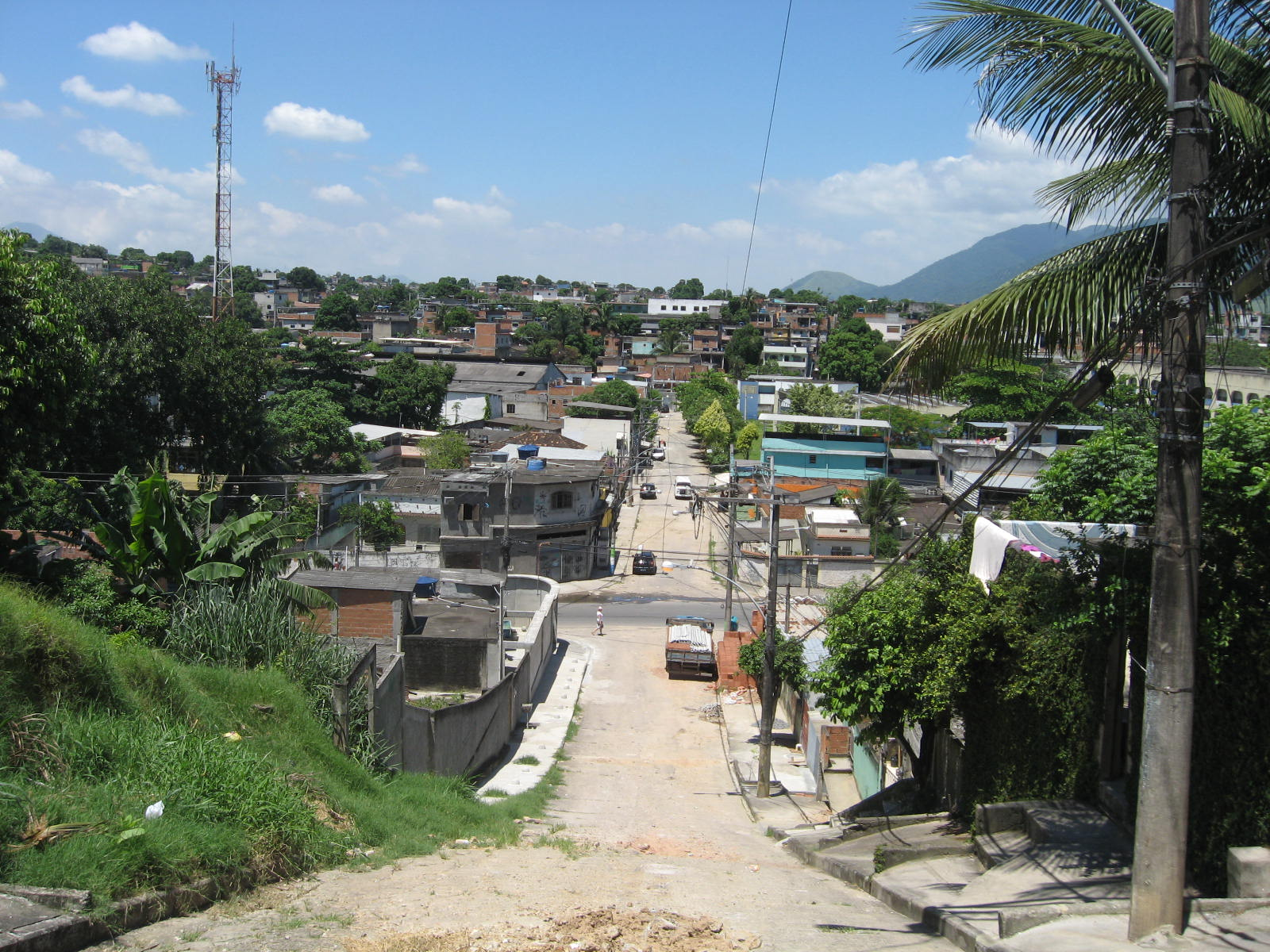
Vila Tiradentes

Vila Tiradentes é um bairro do município brasileiro de São João de Meriti, no estado do Rio de Janeiro. Vizinho ao centro da cidade, o bairro é acessado através da Avenida Getúlio de Moura, uma das principais vias do município.  

## História
Possui diversidade de comércio e transporte para os moradores,e assim como a cidade vem estando em uma crescente ,tanto financeiramente como cultural. Na Vila Tiradentes fica localizado o campo do Coqueiros Futebol Clube, tradicional agremiação da cidade.
Leva esse nome "Vila Tiradentes", em função do corpo esquartejado de Joaquim José da Silva Xavier, o Tiradentes, ter passado pelo local em direção a Vila Rica, Minas Gerais. 
Os mais antigos dizem que seus avós e bisavós contavam que uma parte do corpo ficou exposta no local de passagem.
É o bairro natal do poeta e escritor Lasana Lukata, que nasceu na avenida Getúlio de Moura (antiga Estrada de Minas), passando a sua infância na rua Abílio Machado, 28. Lasana Lukata é o nome literário de Cláudio Alves que estudou no Colégio Estadual Professora Alzira Dos Santos Da Silva. É autor dos livros Caçada ao Madrastio (crônicas, Livraria Nobel), Separação de Sílabas e Outros Poemas (poesia) e Meu Cartão Vermelho (crônicas).[carece de fontes?]